# 슈타이넨역
슈타이넨역(Bahnhof Steinen)은 스위스 슈비츠주 슈타이넨 지자체에 있는 기차역이다. 스위스 연방 철도의 표준궤 고트하르트선의 중간 정류장이다.

## 운행편
2020년 12월 시간표 변경에 따라 다음 서비스가 슈타이넨에서 정차한다.
- 추크 슈타트반 S2 : 바르 린덴파크와 에르스트펠트 사이를 매시간 운행
- 루체른 S-반 S3: 루체른과 브룬넨 사이를 매시간 운행